# WNBA Draft 2001
Der fünfte WNBA Draft fand am 20. April 2001 in den NBA Entertainment Studios in Secaucus, New Jersey, Vereinigte Staaten statt. Die Auswahlreihenfolge wurde bei einer Lotterie festgelegt.

## WNBA Draft

### Runde 1
| Pick | Spielerin                | Nationalität       | WNBA-Team          | College/Junior/Klub-Team     |
| ---- | ------------------------ | ------------------ | ------------------ | ---------------------------- |
| 1    | Lauren Jackson (F/C)     | Australien         | Seattle Storm      | Canberra Capitals (WNBL)     |
| 2    | Kelly Miller (G)         | Vereinigte Staaten | Charlotte Sting    | University of Georgia        |
| 3    | Tamika Catchings (F)     | Vereinigte Staaten | Indiana Fever      | University of Tennessee      |
| 4    | Jackie Stiles (G)        | Vereinigte Staaten | Portland Fire      | Southwest Missouri State     |
| 5    | Ruth Riley (C)           | Vereinigte Staaten | Miami Sol          | University of Notre Dame     |
| 6    | Deanna Nolan (G/F)       | Vereinigte Staaten | Detroit Shock      | University of Georgia        |
| 7    | Swetlana Abrossimowa (F) | Russland           | Minnesota Lynx     | University of Connecticut    |
| 8    | Marie Ferdinand (G)      | Vereinigte Staaten | Utah Starzz        | Louisiana State University   |
| 9    | Coco Miller (G)          | Vereinigte Staaten | Washington Mystics | University of Georgia        |
| 10   | Katie Douglas (G/F)      | Vereinigte Staaten | Orlando Miracle    | Purdue University            |
| 11   | Penny Taylor (F)         | Australien         | Cleveland Rockers  | Dandenong Rangers (WNBL)     |
| 12   | LaQuanda Barksdale (G/F) | Vereinigte Staaten | Portland Fire      | University of North Carolina |
| 13   | Kristen Veal (G)         | Australien         | Phoenix Mercury    | Australien                   |
| 14   | Kelly Schumacher (C)     | Vereinigte Staaten | Indiana Fever      | University of Connecticut    |
| 15   | Amanda Lassiter (F)      | Vereinigte Staaten | Houston Comets     | University of Missouri       |
| 16   | Camille Cooper (C)       | Vereinigte Staaten | Los Angeles Sparks | Purdue University            |

### Runde 2
| Pick | Spielerin                 | Nationalität       | WNBA-Team           | College/Junior/Klub-Team                |
| ---- | ------------------------- | ------------------ | ------------------- | --------------------------------------- |
| 17   | Semeka Randall (G)        | Vereinigte Staaten | Seattle Storm       | University of Tennessee                 |
| 18   | Tammy Sutton-Brown (C)    | Kanada             | Charlotte Sting     | Rutgers University                      |
| 19   | Niele Ivey (G)            | Vereinigte Staaten | Indiana Fever       | University of Notre Dame                |
| 20   | Jenny Mowe (C)            | Vereinigte Staaten | Portland Fire       | University of Oregon                    |
| 21   | Georgia Schweitzer (G/F)  | Vereinigte Staaten | Miami Sol           | Duke University                         |
| 22   | Jae Kingi (G)             | Australien         | Detroit Shock       | Australien                              |
| 23   | Erin Buescher (G)         | Vereinigte Staaten | Minnesota Lynx      | Master’s College                        |
| 24   | Michaela Pavlickova (F/C) | Tschechien         | Utah Starzz         | University of Denver                    |
| 25   | Tamara Stocks (F/C)       | Vereinigte Staaten | Washington Mystics  | University of Florida                   |
| 26   | Brooke Wyckoff (F)        | Vereinigte Staaten | Orlando Miracle     | Florida State University                |
| 27   | Jaynetta Saunders (F)     | Vereinigte Staaten | Cleveland Rockers   | Texas A&M                               |
| 28   | Janell Burse (C)          | Vereinigte Staaten | Minnesota Lynx      | Tulane University                       |
| 29   | Ilona Korstine (G/F)      | Vereinigte Staaten | Phoenix Mercury     | Russland                                |
| 30   | Jackie Moore (C)          | Vereinigte Staaten | Sacramento Monarchs | California State University, Long Beach |
| 31   | Tynesha Lewis (G/F)       | Vereinigte Staaten | Houston Comets      | North Carolina State University         |
| 32   | Nicole Levandusky (G)     | Vereinigte Staaten | Los Angeles Sparks  | Xavier University                       |

### Runde 3
| Pick | Spielerin              | Nationalität       | WNBA-Team           | College/Junior/Klub-Team      |
| ---- | ---------------------- | ------------------ | ------------------- | ----------------------------- |
| 33   | ShaRae Mansfield (F)   | Vereinigte Staaten | Houston Comets      | Western Kentucky University   |
| 34   | Jennifer Phillips (F)  | Vereinigte Staaten | Charlotte Sting     | Xavier University             |
| 35   | Marlena Williams (F)   | Vereinigte Staaten | Indiana Fever       | University of Missouri        |
| 36   | Rasheeda Clark (G)     | Vereinigte Staaten | Portland Fire       | Pepperdine University         |
| 37   | Levys Torres (C)       | Vereinigte Staaten | Miami Sol           | Florida State University      |
| 38   | Svetlana Volnaya (G/F) | Russland           | Detroit Shock       | University of Virginia        |
| 39   | Tombi Bell (G)         | Vereinigte Staaten | Minnesota Lynx      | University of Florida         |
| 40   | Shea Ralph (G/F)       | Vereinigte Staaten | Utah Starzz         | University of Connecticut     |
| 41   | Jamie Lewis (G)        | Vereinigte Staaten | Washington Mystics  | Ohio State University         |
| 42   | Jaclyn Johnson (F)     | Vereinigte Staaten | Orlando Miracle     | University of Kansas          |
| 43   | Angelina Wolvert (F)   | Vereinigte Staaten | Cleveland Rockers   | University of Oregon          |
| 44   | Elena Karpova (F)      | Russland           | Washington Mystics  | Russland                      |
| 45   | Tere Williams (F)      | Vereinigte Staaten | Phoenix Mercury     | Virginia Tech University      |
| 46   | Maren Walseth (F)      | Vereinigte Staaten | Sacramento Monarchs | Pennsylvania State University |
| 47   | Shala Crawford (C)     | Vereinigte Staaten | Houston Comets      | Life University               |
| 48   | Kelley Siemon (F)      | Vereinigte Staaten | Los Angeles Sparks  | University of Notre Dame      |

### Runde 4
| Pick | Spielerin              | Nationalität       | WNBA-Team           | College/Junior/Klub-Team   |
| ---- | ---------------------- | ------------------ | ------------------- | -------------------------- |
| 49   | Juana Brown (G)        | Vereinigte Staaten | Seattle Storm       | University of Notre Dame   |
| 50   | Reshea Bristol (G)     | Vereinigte Staaten | Charlotte Sting     | University of Arizona      |
| 51   | April Brown (F)        | Vereinigte Staaten | Indiana Fever       | Louisiana State University |
| 52   | Natasha Pointer (G)    | Vereinigte Staaten | Portland Fire       | Rutgers University         |
| 53   | Carolyn Moos (C)       | Vereinigte Staaten | Phoenix Mercury     | Stanford University        |
| 54   | Kelly Santos (F)       | Brasilien          | Detroit Shock       | Brasilien                  |
| 55   | Megan Taylor (G/F)     | Vereinigte Staaten | Minnesota Lynx      | Iowa State University      |
| 56   | Cara Consuegra (G)     | Vereinigte Staaten | Utah Starzz         | University of Iowa         |
| 57   | Taru Tuukkanen (F/C)   | Finnland           | New York Liberty    | Xavier University          |
| 58   | Anne Thorius (G)       | Vereinigte Staaten | Orlando Miracle     | University of Michigan     |
| 59   | Erin Batth (F/C)       | Vereinigte Staaten | Cleveland Rockers   | Clemson University         |
| 60   | Tara Mitchem (G)       | Vereinigte Staaten | New York Liberty    | Missouri State University  |
| 61   | Megan Franza (G)       | Vereinigte Staaten | Phoenix Mercury     | University of Washington   |
| 62   | Katie Smrcka-Duffy (G) | Vereinigte Staaten | Sacramento Monarchs | Georgetown University      |
| 63   | Kristen Clement (G)    | Vereinigte Staaten | Houston Comets      | University of Tennessee    |
| 64   | Beth Record (G/F)      | Vereinigte Staaten | Los Angeles Sparks  | Syracuse University        |